# Réglisse
Glycyrrhiza glabra
Pour l’article ayant un titre homophone, voir Regg'Lyss.
Espèce
Classification phylogénétique

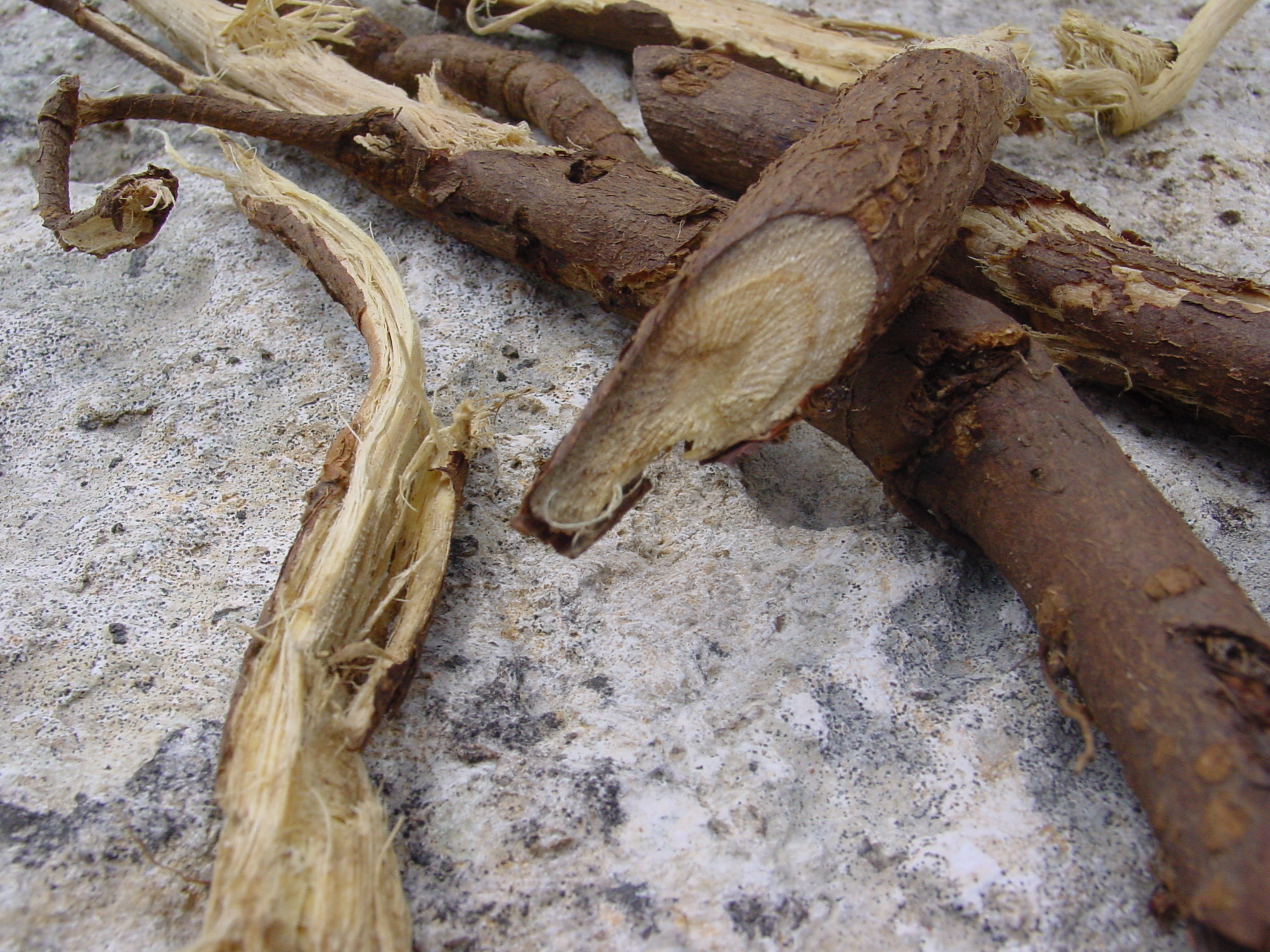
Racines.

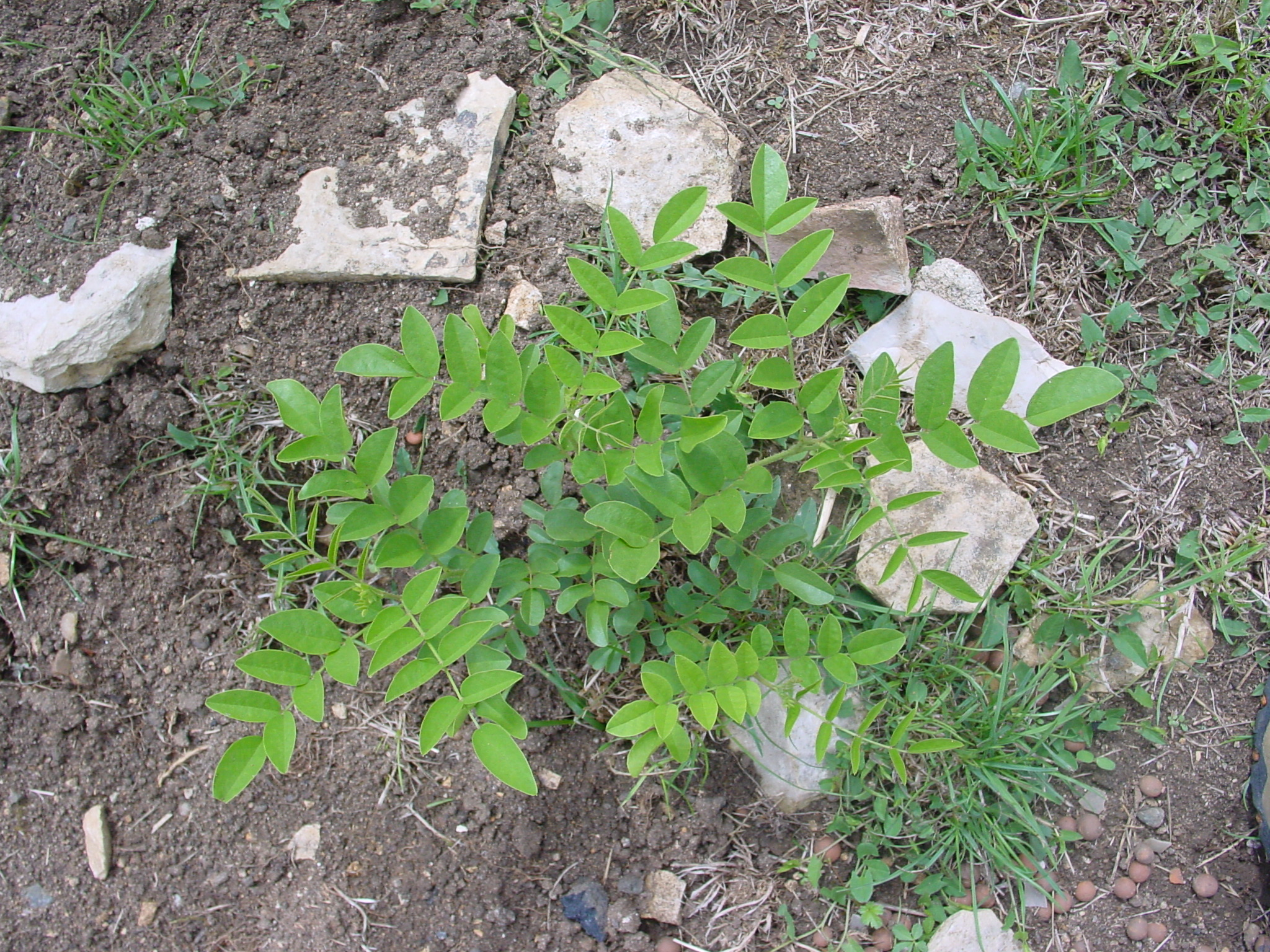
Partie aérienne.

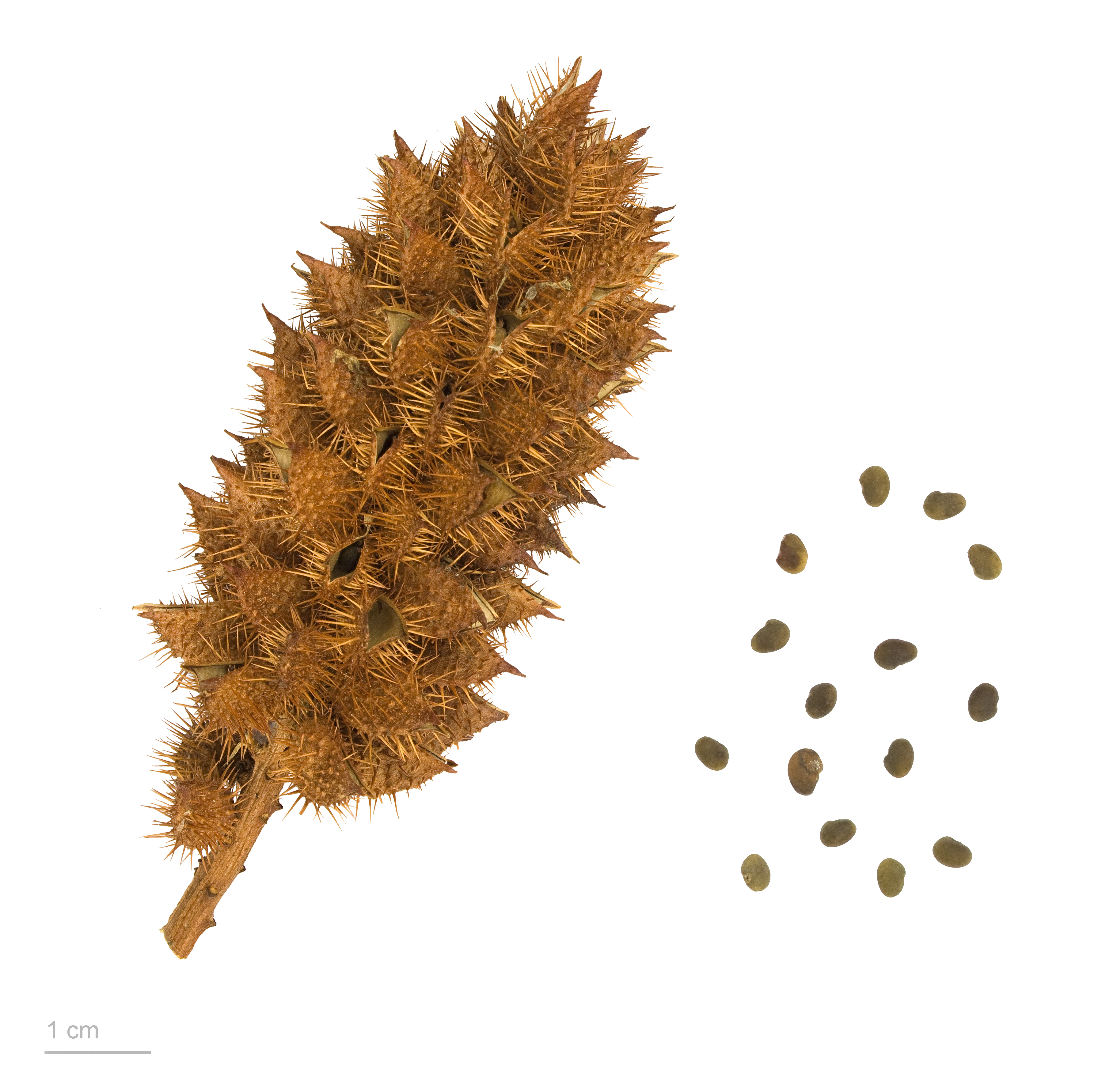
Glycyrrhiza glabra au Muséum de Toulouse.

La réglisse ou réglisse glabre — du grec γλυκύρριζα (Glycyrrhiza glabra L.) — est une espèce de plante à fleurs de la famille des Fabacées, de la sous-famille des Faboideae, aux racines aromatiques. C'est une plante herbacée originaire du sud de l'Europe et de l'Asie. Le nom du genre Glycyrrhiza vient du grec ; glykys signifiant sucré et rhiza signifiant racines, en référence au goût naturellement sucré et aromatique de la racine. En tant que nom de genre, le mot réglisse désigne de nombreuses espèces, mais seules trois servent dans le monde à fabriquer des produits commerciaux à usage alimentaire (ou parfois médicinal) :
1. Glycyrrhiza glabra L., typiquement cultivée en Europe, appelée réglisse européenne ;
2. Glycyrrhiza uralensis Fisch ;
3. Glycyrrhiza inflata  Batalin.

Les deux dernières sont utilisées en médecine traditionnelle chinoise et dites réglisse chinoise, et seules les deux premières (Glycyrrhiza glabra et Glycyrrhiza uralensis) figurent sur les listes (2014) des plantes autorisées dans les compléments alimentaires, de la DGCCRF. En France, en 2025, l'Anses a réévalué les risques sanitaires liés à la consommation de réglisse, après que 64 cas d'effets indésirables ont été rapportés de 2012 à 2021 (principalement liés aux boissons et confiseries).
Réglisse désigne aussi la racine, ou plus exactement le rhizome de cette plante. Élixir de longue vie pour la médecine traditionnelle chinoise et selon Hippocrate, cette racine, au goût caractéristique, doux et amer, est récoltée depuis l'Antiquité sur la côte ionique calabraise, où elle pousse naturellement.
Réglisse désigne en outre l'extrait aromatique issu du rhizome de cette plante, utilisé en confiserie (il désigne également la confiserie confectionnée à partir de cet arôme). Dans ce dernier cas, réglisse peut être employé au masculin comme au féminin.

## Description
La réglisse est une plante herbacée vivace mesurant entre 1 mètre et 1,5 mètre de haut. Ses racines forment des rhizomes. Elle a de grandes feuilles pennées, de 7 à 15 centimètres de long, composées de 9 à 17 folioles, et de petites fleurs violettes d'un centimètre de diamètre, disposées en inflorescence. Son fruit est une gousse plate, de 2 à 3 cm de long, qui contient de nombreuses graines.

## Culture
La réglisse pousse préférentiellement dans un sol riche et humide et elle a besoin d'un climat chaud, comme sur le pourtour de la Méditerranée, dans le sud des États-Unis, au Moyen-Orient, en Afrique du Nord et à l'Île Maurice.
Une fois plantée dans une zone climatique lui convenant, la réglisse a tendance à devenir invasive : même après arrachage des racines, le moindre fragment laissé en terre engendrera un nouveau plant.

## Synonymes
- Glycyrrhiza glabra - Réglisse
- synonymes : Glycyrrhiza hirsuta, Glycyrrhiza pallida, Glycyrrhiza officinalis, Glycyrrhiza laevis, Glycyrrhiza viscosa, Glycyrrhiza vulgaris
- À Bruxelles, la réglisse est appelée caliche[5].

## Histoire
Glycyrrhiza vient du grec γλυκύς glucus (doux, sucré), et ῥἰζα rhidza (racine, rhizome). La réglisse a reçu différentes appellations : bois doux, bois sucré, racine douce, ou régalisse.
La réglisse était connue des Grecs et des Romains, de Théophraste et de sainte Hildegarde, qui l'employaient notamment pour s'éclaircir la voix. Mélangée à de la racine de chiendent torréfiée, elle entrait dans la composition de la boisson dite « hospitalière », qui se trouvait jadis[Quand ?] sur les tables de chevet dans tous les hôpitaux.
En 1958, elle a été utilisée dans les cas d'ulcères et de gastrites. Elle était aussi utilisée pour le rhume, la bronchite ou les maux de gorge.

## Composition
La réglisse contient de nombreux principes actifs, principalement dans sa racine :
- des saponosides triterpéniques pharmacologiquement actifs[10],[11],[12],[13]. Parmi ces nombreux saponosides triterpéniques, dans le genre Glycyrrhiza, figure l'acide glycyrrhizique (aussi appelé glycyrrhizine)[14], où on l'y retrouve lié aux sels de calcium et de potassium ; c'est le constituant actif majoritaire des racines de Glycyrrhiza uralensis et Glycyrrhiza glabra,[2]. C'est une un édulcorant naturel 50 à 100 fois plus sucré que le sucre raffiné mais toxique à des doses qui sont atteintes par les amateurs de réglisse ou consommant des produits en contenant.
- d'autres composés phénoliques : coumarineS, benzofuranes, stilbénoïdes ;
- maltol (0,03 % de l'extrait[15]) ;
- des stérols ;
- des polysaccharides (environ 10 %), dont le glycyrrhizane, et de l'amidon en quantité abondante (de 25 à 30 %) ;
- des flavonoïdes, dont[14] :
  - le liquiritoside (liquiritine)
  - l'isoliquiritoside (isoliquiritine)
- des phytostérines
- des alcaloïdes (atropine[7])
- des phytoestrogènes

... ainsi que
- de la mannite
- de l'asparagine
- des stéroïdes analogues à l'hormone corticotrope et à la cortisone, principes voisins de la progestérone (H. Costello et Lynn)
- des sucres, dont du glucose (jusqu'à 4 %), du fructose, du maltose et du saccharose (de 2,4 à 6,5 %/),[13], (Bruneton 2016; Jiang et al. 2020) ;
- divers composés volatils[16],[17].

## Utilisations

### Pour l'alimentation
- Pour la fabrication de sirop et de pâte à friandise.
- Un des composants du pastis de Marseille (y compris de Pastis sans alcool, avec un cas d'intoxication mortelle[18] ;
- Le coco, appelé aussi à ses débuts tisane, boisson bon marché et très populaire vendue jadis dans la rue à Paris et Bruxelles, ou sous forme de poudre.
- L'Antésite, concentré liquide de réglisse à diluer avec de l'eau.
- La réglisse, en bâton à mâcher, est utilisée notamment comme substitut au tabac, pour faire passer l'envie de fumer. On lui donne parfois le nom de bois doux en Suisse.
- Le Salmiakki Koskenkorva est un alcool finlandais à base de chlorure d'ammonium et de vodka, au goût de réglisse.
- Différents types de bonbons à la réglisse :
  - En France le Coco Boer est une friandise qui doit son nom au coco en poudre mentionné ci-dessus. Bien que cessant d'être commercialisé dans les années 1970 le terme est resté connu grâce à la chanson de Renaud, Mistral gagnant.
  - Dans les pays nordiques, il est associé à du chlorure d'ammonium (une famille de produits connus sous le nom de salmiakki)  pour donner les réglisses salées (sans sel pourtant) au goût particulier (le lakrisal (en), les Dracula Piller (en) danoises, le Zoute Drop aux Pays-Bas et en Allemagne).
  - Le zan, confiserie de couleur noire, à croquer ou sucer, contenant du suc de réglisse.

### Réglementation
En France, un arrêté , encadre notamment l'utilisation de la réglisse et ses conditions d'emploi. La consommation des racines, rhizomes et stolons des espèces Glycyrrhiza glabra L. et Glycyrrhiza uralensis Fisch est autorisée, mais avec une limite maximale de consommation journalière établie à 100 mg d'acide glycyrrhizique et avec un étiquetage précisant clairement au consommateur de ne pas consommer de compléments alimentaires contenant de la réglisse pendant plus de 6 semaines sans avis médical. L'étiquetage doit également
déconseiller l'emploi de ces compléments alimentaires chez les enfants et contenir les mentions suivantes :
1. « déconseillé en cas d'hypertension artérielle, de pathologies cardiaques ou rénales, d'insuffisance hépatique, et de tout trouble de l'équilibre hydroélectrolytique » ;
2. « en cas de traitements médicamenteux, demander conseil à un professionnel de santé » ;
3. « déconseillé aux femmes enceintes et allaitantes » ;
4. « réservé aux adultes ».

« Cette liste de plantes a été consolidée et publiée par la DGCCRF en janvier 2019 . La Direction générale de l'alimentation (DGAL), qui a la compétence sur les compléments alimentaires depuis 2023, reprend sur son site  les recommandations relatives à la réglisse émises par l'Anses pour les compléments alimentaires (2019). Ces recommandations ont été extrapolées des recommandations émises dans les monographies de plantes médicinales de l'Agence européenne du médicament (EMA) » et mises à jour en 2025.

« L'acide glycyrrhizique ne figure pas dans la liste des substances à but nutritionnel ou physiologique éligibles à l'article 15 du décret n°2006-352 relatif aux compléments alimentaires publiée par la DGCCRF8 et ne figure pas non plus dans la liste des substances à but nutritionnel ou physiologique autorisées dans les compléments alimentaires en Annexe I de l'arrêté du 26 septembre 20169 »

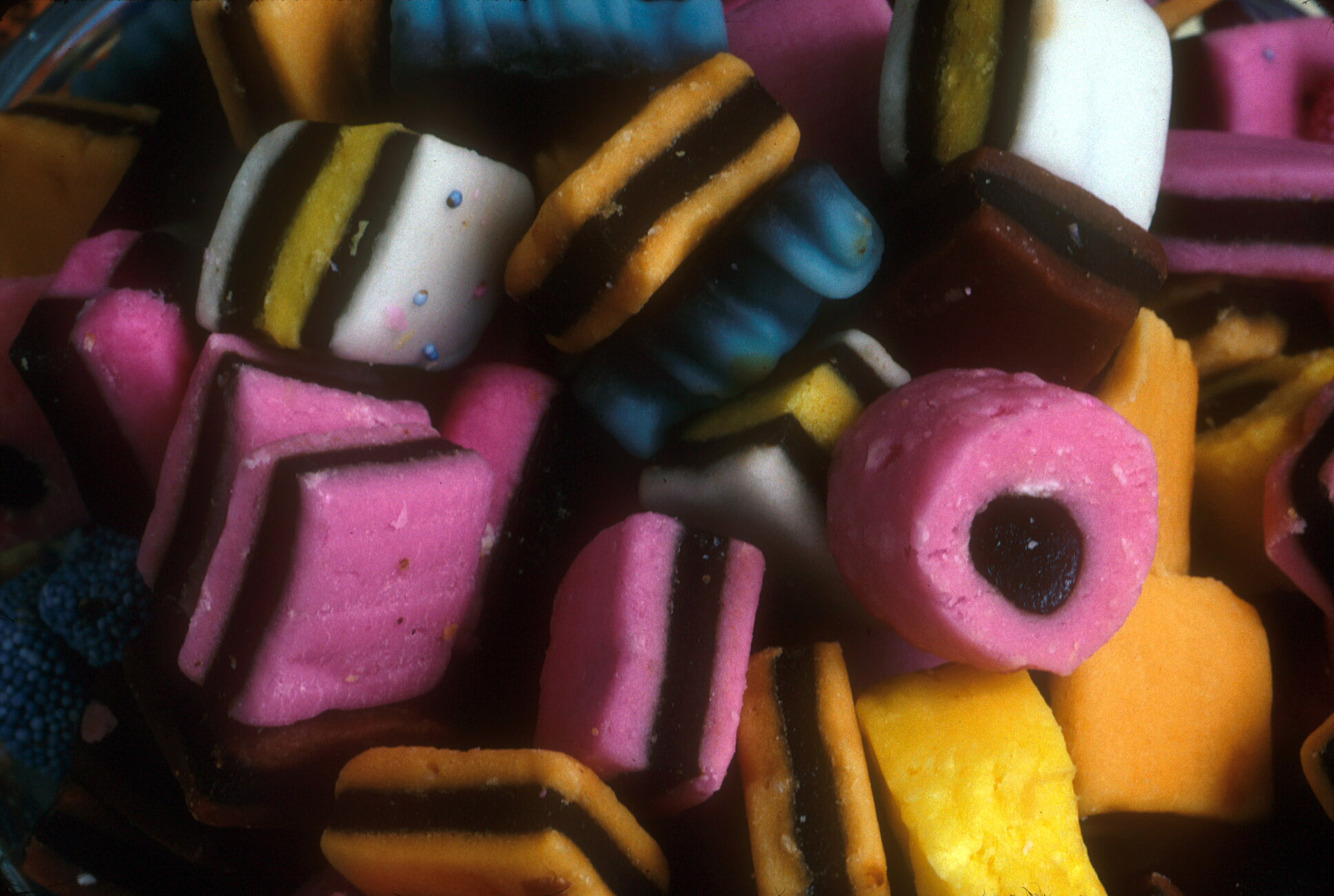
Confiseries de réglisse à l'anglaise.
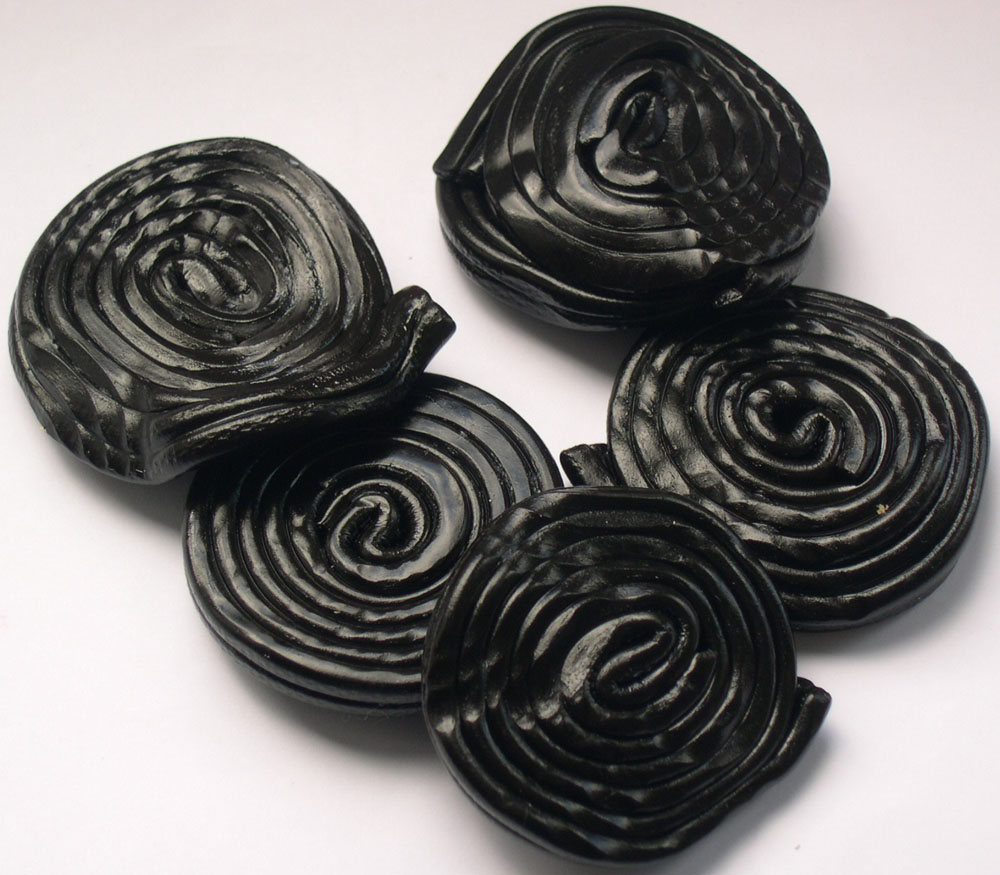
Rouleaux de réglisse.
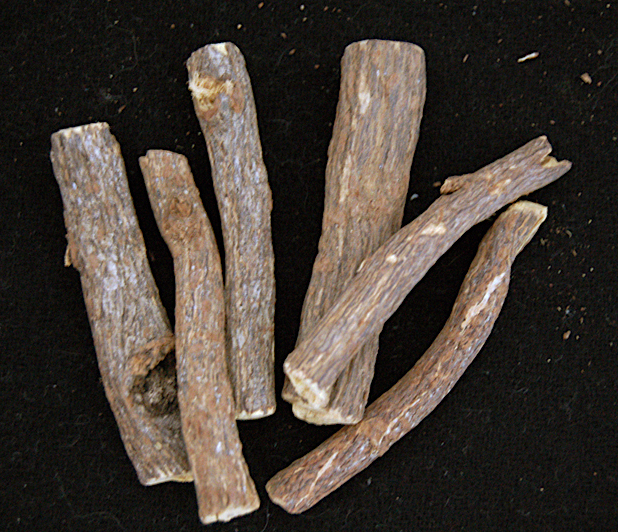
Bâtons de réglisse.
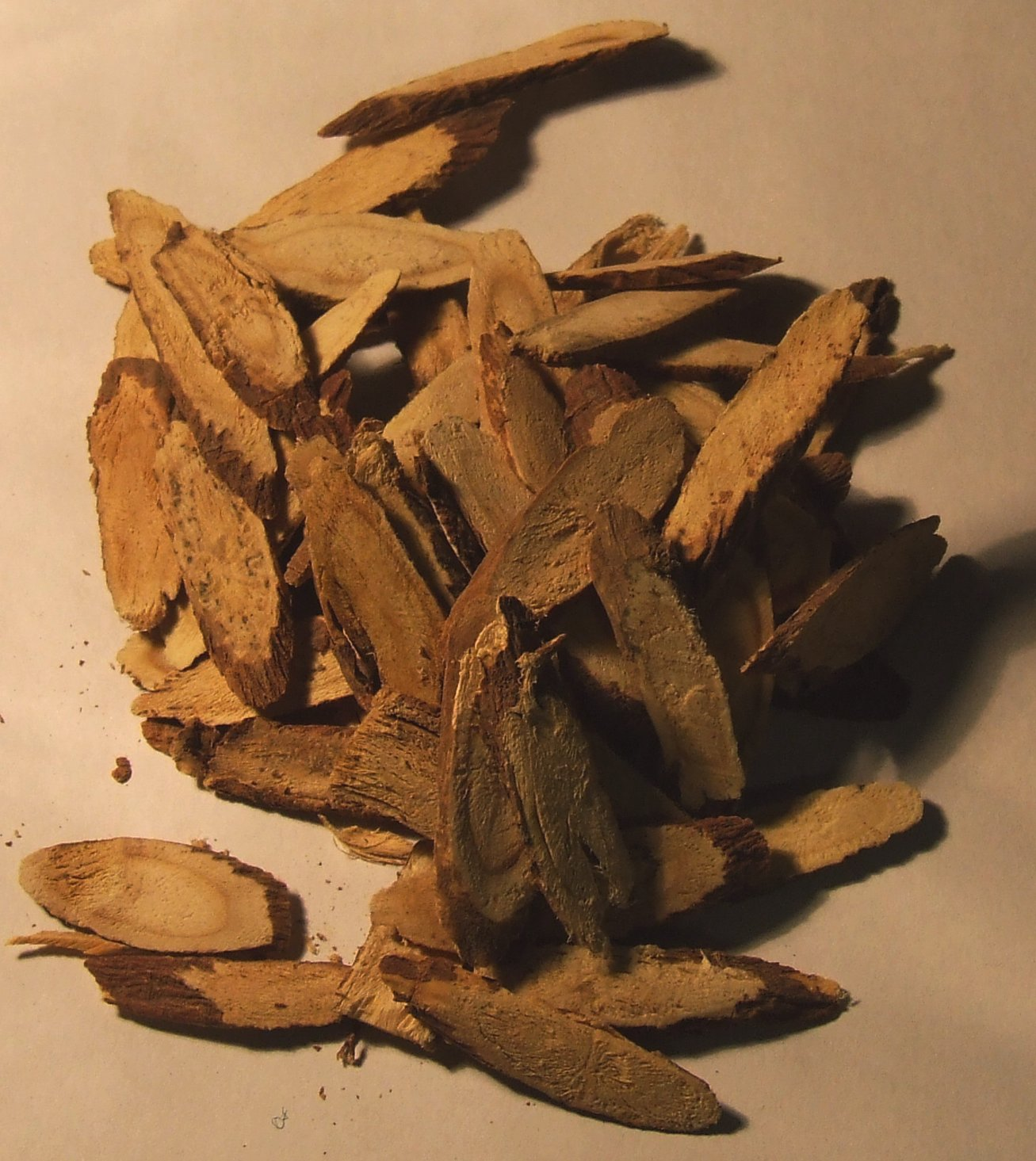
Lamelles de bois de réglisse (pour macération ou infusion).

### Pour la cuisine
Des extraits de réglisse aromatisent maintenant de nombreux aliments et boissons (y compris alcoolisées comme le pastis), tisanes et compléments alimentaires [Quoi ?] ; la teneur en extrait de réglisse dans la confiserie et les boissons est assez variable et est théoriquement notifiée sur les étiquettes ; les pharmacologues estiment qu'en utilisation prolongée, il est préférable de ne pas absorber plus de 125 à 150 mg de glycyrrhizine par jour. La réglisse servait, avec l'orge et le chiendent, à préparer la tisane ordinaire des hôpitaux, sans indication particulière, dite « bonne à tout ».
- La réglisse sous la forme de poudre ou de sirop est utilisée pour cuisiner des plats et desserts salés ou sucrés (viandes blanches, poissons, glaces, gâteaux, jus de fruits).
- Le goût de la réglisse provient de l'anéthol. Selon plusieurs scientifiques[Qui ?], le goût et l'odeur de la licorice et de la réglisse noire pourraient être liés à l'expression d'un gène[23].

### Toxicité et risques pour la santé
La réglisse (sèche) contient 3 à 5 % de glycyrrhizine, un édulcorant naturel, qui peut en cas de consommation excessive, provoquer un « pseudohyperaldostéronisme, entraînant hypertension et hypokaliémie (baisse du potassium), avec des risques de troubles cardiaques ». Cette molécule est en grande majorité responsable des effets indésirables associés à la consommation de réglisse par son métabolite, l'acide glycyrrhétique, également appelé acide glycyrrhétinique ou énoxolone. 
Sa concentration dans la racine des trois espèces considérées varie de 2 à 15 % (pourcentage massique du poids sec), atteignant un maximum de 20 % dans certains échantillons selon l'espèce végétale, les conditions de culture, le climat, la saison ou l'origine géographique. L'acide glycyrrhétique est présent à des taux beaucoup plus faibles que l'acide glycyrrhizique, de l'ordre de 0,1 à 1,6 %, selon Sabbioni et al. (2005). L'acide glycyrrhétique (métabolite de la glycyrrhizine) est 200 à 1 000 fois plus active sur ce système enzymatique que la réglisse pure. Le seuil toxique serait, chez une personne moyenne, aux alentours d'un gramme de glycyrrhizine par jour sur une durée prolongée, mais certaines personnes peuvent montrer des signes d'intoxication à des doses plus faibles (300 à 400 mg/j). 
La réglisse peut aussi dangereusement interagir avec certains médicaments, dont ceux pour l'insuffisance cardiaque, les antihypertenseurs, ou ceux favorisant l'hypokaliémie ; Ces informations sont notamment collectées par les centre anti-poison et le dispositif de toxicovigilance
Cette substance modifie le métabolisme des corticoïdes, principalement en inhibant une enzyme importante (11-béta-hydroxystéroide déshydrogénase) qui transforme normalement le cortisol, très actif, en cortisone, beaucoup moins active. Cette inhibition entraîne l'apparition d'un syndrome de pseudo hyperaldostéronisme qui associe œdèmes, augmentation de la pression artérielle (HTA) et chute du potassium sanguin. 
En France, en 2025, l'Anses a réévalué les risques sanitaires liés à la consommation de réglisse, après que, de 2012 à 2021, 64 cas d'effets indésirables aient été rapportés (principalement liés aux boissons et confiseries). L'Anses a fixé une valeur toxicologique indicative de 0,14 mg d'acide glycyrrhizique par kg de poids corporel par jour. La population générale est peu exposée, mais 60 % des adultes et 40 % des enfants qui consomment régulièrement des produits à base de réglisse dépassent ce seuil de sécurité. « Chez les adultes, les principaux aliments vecteurs d’acide glycyrrhizique sont les boissons alcoolisées (environ 65-70 %), les confiseries (environ 16-18 %) et les thés et tisanes (environ 7-16 %). Chez les enfants, les aliments concernés sont les confiseries (un peu plus de 75 %), les thés et tisanes (environ 13-16 %) et les boissons rafraîchissantes sans alcool (environ 5 %). »
.
L'Anses recommande de ne pas cumuler les produits en contenant, et pour les personnes souffrant de pathologies cardiaques ou rénales, de signaler leur consommation aux professionnels de santé. L'Anses préconise aussi un étiquetage informant les usagers de la présence de réglisse ou d'acide glycyrrhizique, et une vigilance accrue des praticiens. Médecins, pharmaciens et diététiciens devraient systématiquement questionner leurs patients à propos de leur éventuelle consommation de réglisse sous toutes ses formes (compléments alimentaires y compris), notamment pour les personnes atteintes de pathologies cardiaques ou rénales, d'insuffisance hépatique, d'hypokaliémie, ainsi que pour les femmes enceintes ou allaitantes, et celles sous traitement médical susceptible d'interagir avec la réglisse. L'Anses demande aussi aux professionnels de santé et aux fabricants de respecter l'impératif de vigilance sanitaire consistant à déclarer tout effet indésirable potentiellement lié à la consommation de compléments alimentaires (sur son dispositif de nutrivigilance). L'Anses appelle aussi l'industrie alimentaire à fournir des données plus précises sur la teneur en acide glycyrrhizique (le composé actif de la réglisse) dans les aliments et sur le profil toxicologique de cette substance, pour mieux évaluer les expositions et établir une valeur toxicologique de référence plus robuste, et in fine envisager - si cela se justifie - une nouvelle teneur maximale réglementaire pour l'acide glycyrrhizique dans les aliments, ainsi qu'une définition d'une dose journalière maximale dans les compléments alimentaires. L'Agence invite aussi à poursuivre l'harmonisation européenne des listes de plantes, des usages, des doses autorisées, ainsi que des restrictions et avertissements encadrant l'utilisation des compléments alimentaires.